# 源清麿

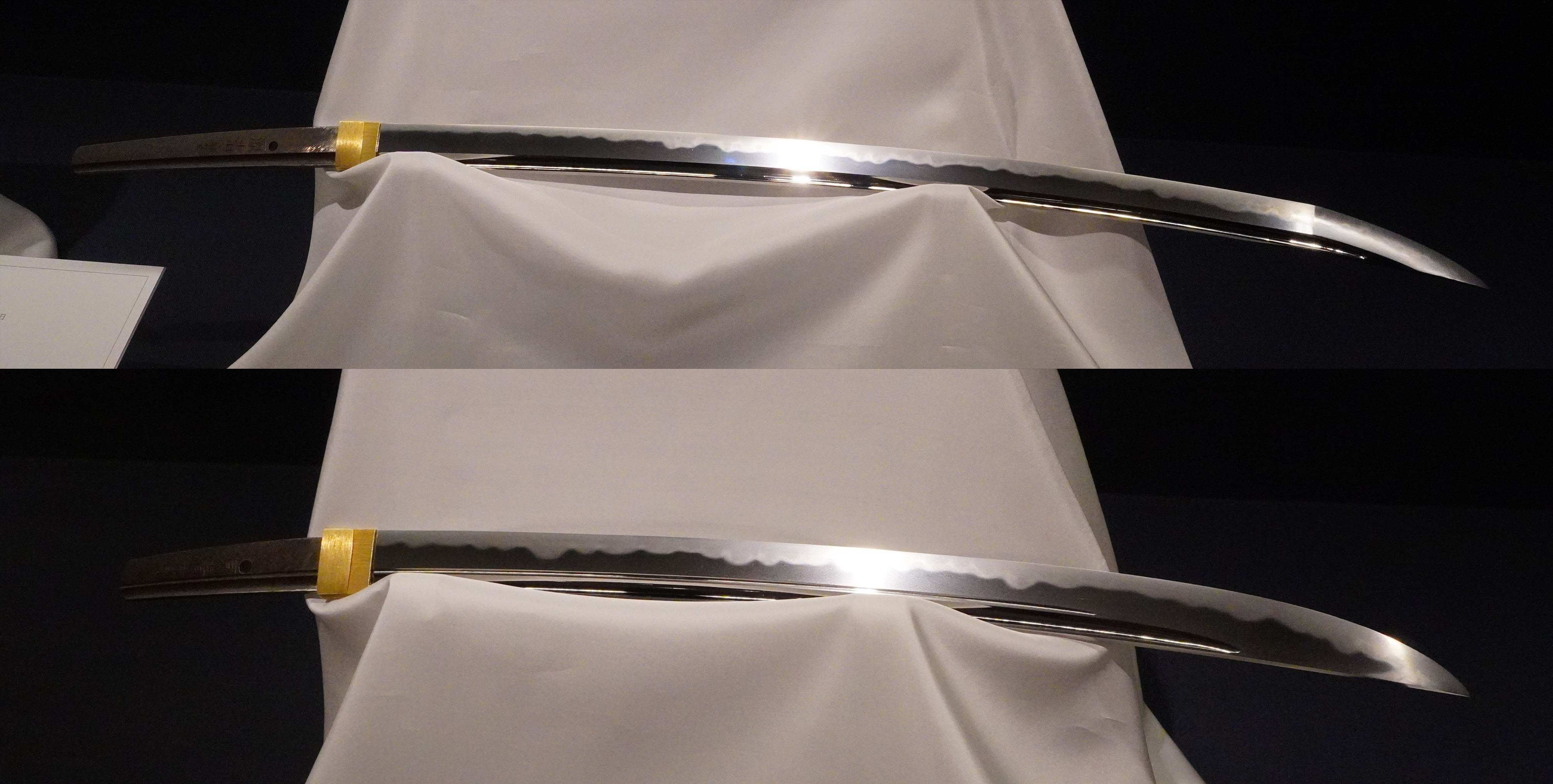
大小 銘 源清麿 嘉永元年八月日、江戸時代末の1848年、特別重要刀剣、個人蔵（刀と脇差の画像の縮尺は原寸に比例せず）

源 清麿（みなもと きよまろ、文化10年3月6日（1813年4月6日） - 嘉永7年11月14日（1855年1月2日））は江戸時代後期に活躍した刀工であり、水心子正秀、大慶直胤と並び「江戸三作」と称された名工。波乱に富んだ人生を送ったことから、新々刀期の刀工の中でも人気が高い。本名は山浦 環（やまうら たまき）。初銘は「正行」、ついで「秀寿」で、師匠である旗本の兵学者・窪田清音（くぼたすがね）より「清」の一字をもらい「清麿」とする。本来は「すがまろ」と言うが、現在は「きよまろ」で広く名が通っているため本稿でも「きよまろ」と記す。
兄は刀工の山浦真雄（やまうら さねお）で、1853年（嘉永6年）の「松代藩荒試し」でその作刀の強靭さが証明された逸話が有名である。

## 概要

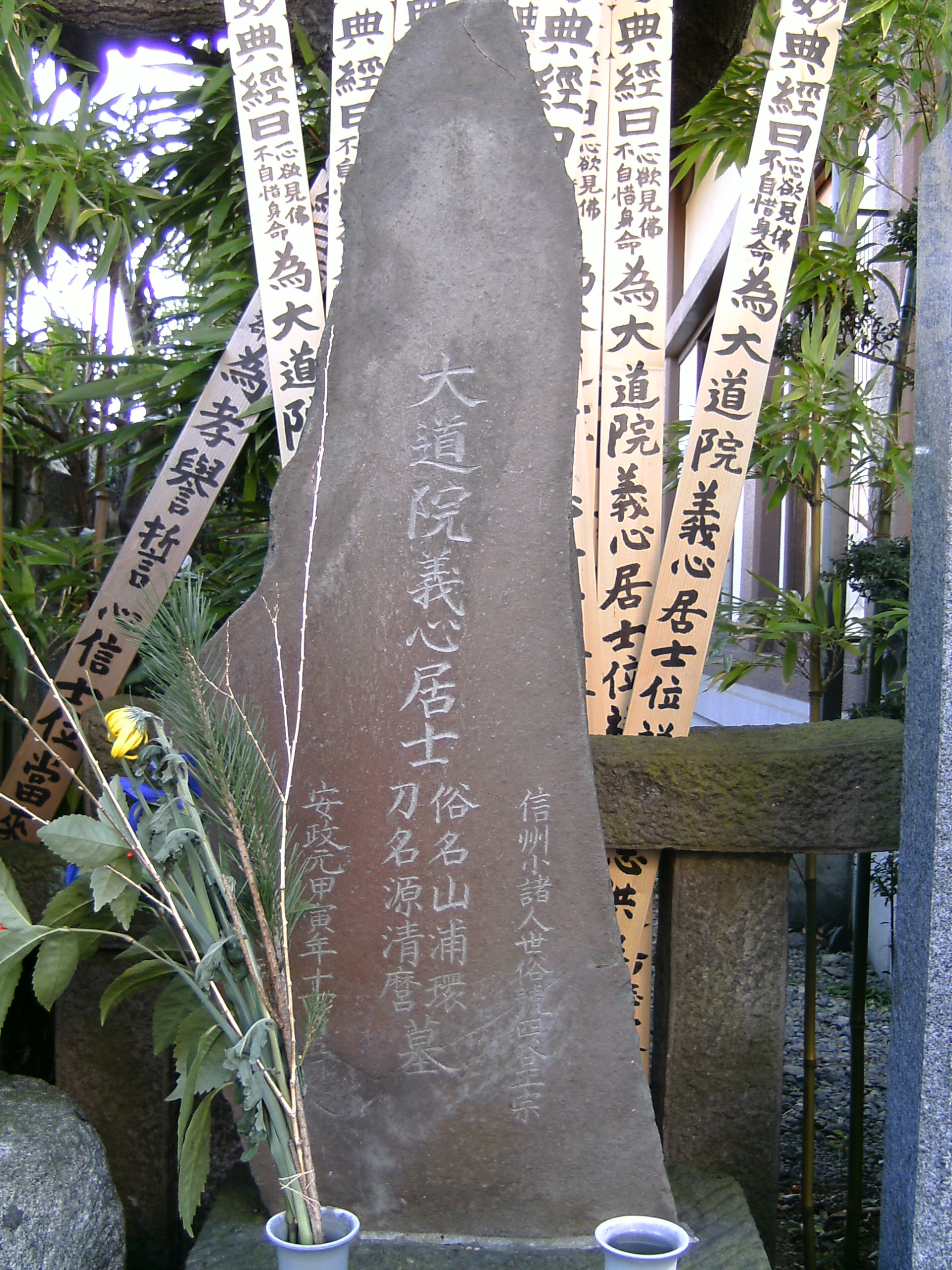
宗福寺にある源清麿の墓

文化10年（1813年）、信濃国小諸藩赤岩村（現東御市）の名主山浦昌友の次男として生まれ、刀工を目指した兄真雄とともに上田藩工の河村寿隆に刀工の技を学ぶ。武士を志して真田幸貫の斡旋で江戸に上り、軍学者、剣術家でもある旗本・窪田清音の門を叩くが、のちに刀工として評価した清音の後見で、清音の屋敷内に鍛冶場を設け修行し、作刀に専念する。
天保13年（1842年）、清音の尽力により一人三両掛け百振りの刀剣講「武器講一百之一」を依頼されるが、一振り目を完成させたところで出府し、その年の暮れに長州萩に現れ2年間を過ごした。
その後、江戸に戻り、重要美術品に認定されている「（表）為窪田清音君　山浦環源清麿製（裏）弘化丙午年八月日」の銘がある2尺6寸の豪刀を恩人である清音に贈っている。清麿の作品の魅力として、地鉄の面白さと、刀文の躍動感を言う人が多い。
四谷北伊賀町（現在の新宿区四谷三栄町の一部）に定住したことから「四谷正宗」の異名をとった。
嘉永7年（1854年）11月14日、42歳で自害。
墓所は新宿区須賀町の宗福寺。墓は新宿区指定史跡となっている。

## 萩へ出奔した背景
清麿は天保13年（1842年）、窪田清音の尽力により一人三両掛け百振りの刀剣講「武器講一百之一」を依頼され、一振り目を完成させたところで出奔した。
この出奔について、長い間言われていた定説では、その年の暮れに長州萩に現れ2年間を過ごした後、江戸に戻り清音に罪を詫びたということになっていた。
しかし、生誕200年企画展の頃から、窪田清音を裏切り出奔して、詫びを入れて戻ったというこれまでの定説を覆した指摘が相次いでいる。その根拠は以下のとおりである。
- 清麿が江戸から消えたのは、御納戸頭の職位にあった窪田清音が天保の改革の原案作成をめぐり羽倉簡堂と論争を起こし、水野忠邦によって御役御免となって間もない時期である。

そのため、窪田家の収入が激減した時期であり、経済的事情が大きく影響して窪田屋敷から清麿を出したという説。
- 村田清風記念館の文書から、清麿が村田清風や他の長州藩士に当てた花押、黒印が入った清麿自筆の炭、鋼代金などの受取状が発見されたことから、長州藩に招かれたのが自然と考える説[3]。

『おれは清麿』を執筆した山本兼一は、少なくとも家老格の重臣が刀を買うくらいだから、逃避行で行ったとは思えない。また二年ほどの駐鎚だから、一から自分の鍛冶場を開いたとも思えない。萩在住の刀工のだれかの鍛冶場を借りたはずであり、それなら、やはり藩に招かれたと考えるのが自然だと指摘。
- 長州藩が天保11年（1840年）より着手した藩政改革の一環として、武術や武器製作技術の向上のため、他藩より剣槍術師を積極的に招聘していた点から、清麿は窪田清音を通じて藩改革の中心人物だった村田清風から一時期に招かれ、萩で作刀したという説[4]。

## 作風

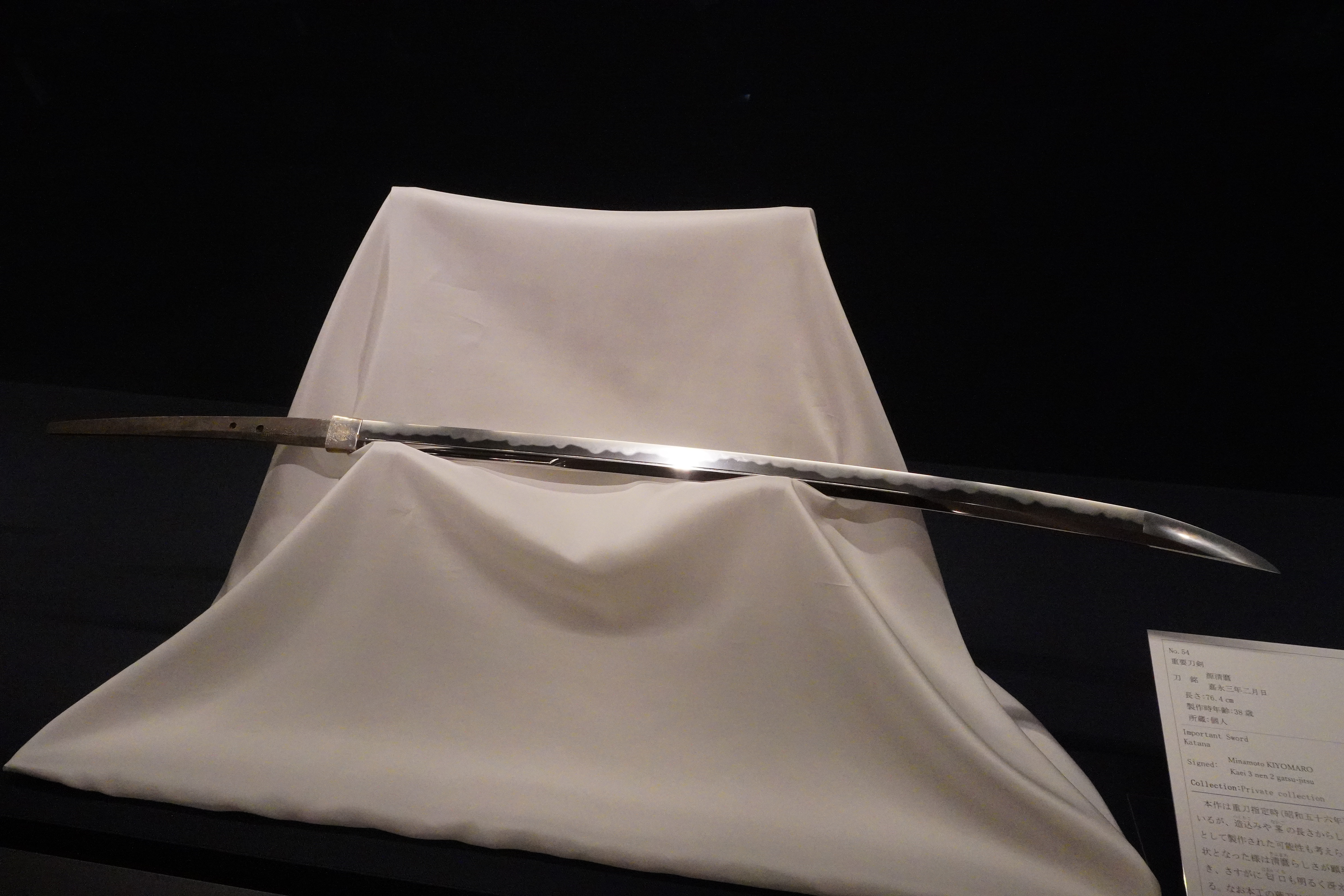
刀 銘 源清磨 嘉永三年二月日、重要刀剣（日本美術刀剣保存協会によると茎と造り込みの観点から薙刀や長巻として作られた可能性もあるという）、個人蔵

作風は相州伝で刃文は互の目乱れ、または互の目丁子。平地に白髪筋と呼ばれる銀筋が現れるのが特徴。

## エピソード
- 左利きのためヤスリ目の傾きが逆である。
- 刀工として名高い清麿だが剣術の腕前も高く、清音の道場では代稽古もつとめていた。
- 四谷に住したが、先に四谷に住んでいた固山宗次に挨拶がなかったため、果たし状を送られたと伝えられている。
- かなりの酒好きだったらしく、酒毒のために作刀ができなくなったことを悲観して自害したという説がある。
- 浪士組で親友の山岡鉄舟とともに取締役となり[5]、新徴組支配を歴任した中條金之助は、窪田清音が門弟である清麿から贈られた刀を懇望し、清音より譲り受けている[6]。
- 日米修好通商条約の遣米使節団として訪米後、横須賀製鉄所の建設を推進した小栗上野介は、清麿が窪田家の屋敷で修業していた時期に、窪田清音から山鹿流兵学を学んでいた。小栗の製鉄所建設の原点は、清麿の作刀を10代から20代の多感な時期に生で見て、鉄の基礎知識を得たことだったのではとの新説が、小栗上野介顕彰会の機関誌に発表された[7][8]。

## 源清麿を題材にした作品
- 吉川英治『山浦清麿』（1938年）
- 斎藤鈴子『刀工源清麿』（1964年）-第52回直木賞候補。2016年に『幕末の刀匠　源清麿』の題で復刊された。
- 隆慶一郎『鬼麿斬人剣』（1987年）-清麿の架空の弟子が主人公。過去に清麿が金に困って作った数打（粗製乱造品）を回収し破壊する旅を描いた小説。
- 山本兼一『おれは清麿』（2012年）-信州で刀の魅力に取りつかれた清麿が、江戸に上り窪田清音の下で修行し、不朽の名刀工に成長する姿を描いた小説。
- 柴田錬三郎『心形刀』-伊庭八郎の依頼で作られた「清麿刀」が戊辰戦争で使われ、巡り巡って弟の伊庭想太郎、その弟子の佐藤鉄太郎の手元に渡り日露戦争で砕け散るまでを描いた短編小説。

## 研究書
- 『清麿大鑑 普及版』 中島宇一、刀剣春秋（宮帯出版社）
- 『源清麿』（信濃毎日新聞社）1983年
- 『生誕200年記念　清麿』（佐野美術館）2013年
- 辻本直男 『刀剣人物誌』（刀剣春秋発行、宮帯出版社発売）
- 伊藤三平『江戸の日本刀―新刀、新々刀の歴史的背景』（2016年、東洋書院）